# Berberis morrisonensis
Berberis morrisonensis là một loài thực vật có hoa trong họ Hoàng mộc. Loài này được Hayata mô tả khoa học đầu tiên năm 1911.